# Jacques Damase
Jacques Paul Damase (geboren 29. März 1930 in Lambézellec bei Brest, Bretagne; gestorben 11. Juli 2014 in Paris) war ein französischer Verleger, Galerist und Autor.

## Leben

### Jugend
Damase wuchs in der Bretagne in einem Karmeliterkloster auf, das seine Familie seit der Französischen Revolution bewohnte. Prägend war für ihn dort die Bibliothek der Großvaters, wo er durch Illustrationen von Gustave Doré oder über das Spanische Theater des Siglo d’Oro eine Leidenschaft für Bilder entwickelte. Nach dem Abitur zog es ihn 1947 nach Paris. Er wollte nicht dem Wunsch seines Vaters nachkommen und Architektur studieren, sondern schrieb sich spontan an der Ecole des Arts Décoratifs ein. Dennoch blieb er der Bretagne verbunden und widmete der Region seiner Jugend im Jahr 2000 das Buch Atao. Wörtlich übersetzt bedeutet der bretonische Ausruf „Die Bretagne für immer!“. Es enthält 1500 Fotografien, Stiche und Gemälde über die Bretagne und wiegt zwei Kilo. 1977 schenkte er Werke aus seinem Besitz von Patrick Raynand, Sonia und Robert Delaunay an das Kunstmuseum Brest.

### Verleger
1948 publizierte Jacques Damase im Alter von 18 Jahren sein erstes Buch, was ihn für die damaligen Zeitschriften zum „jüngsten Verleger der Welt“ machte. Sein erstes handgesetztes Buch war eine Zusammenstellung von Volksliedern aus der Zeit der Revolution von 1848. Die Illustrationen lieferte René Fumeron. Louis Aragon weigerte sich, dafür ein Vorwort zu schreiben. Damase gewann stattdessen Henry Poulaille dafür, einen damals bekannten Volksschriftsteller.
Anschließend veröffentlichte Damase Texte von Jean-Paul Sartre (Nourritures, mit Illustrationen von Wols), Jean-Louis Barrault und Daniel Gélin. Er gestaltete schöne, originelle und persönliche Bücher über Paul Éluard, Marcel Aymé, Joë Bousquet, die er in Layout, Typografie und Grafik selbst gestaltete. Auch bekannte moderne und zeitgenössische Künstler unterschiedlicher Kunstströmungen nahm er in sein Programm auf: Sonia und Robert Delaunay, Max Ernst, Alexander Calder, Jean Cocteau, Patrick Raynaud oder Jean-Luc Vilmouth. Manchmal widmete er sich auch vergessenen Künstlern wie Girodet, Aldo Crivelli, José Maria Sert, Gustave Doré, Gaston Chaissac oder Félicien Rops. 1978 veröffentlichte Damase Mayo. 50 ans de dessins, eine Anthologie mit 150 Zeichnungen über den gefeierten Pariser Kostümbildner, der sich auch als erste Pariser Dragqueen einen Namen machte.
Er gab Texte großer lizenzfreier Autoren heraus, legte sie neu auf oder beauftragte Spezialisten, ihm bei der Gestaltung seiner Werke zu helfen. Vor allem auf die ansprechende und künstlerische Gestaltung der Bücher legte er großen Wert.
1980 begründet Damase die Reihe Erste Künstler-Monographie. Darin erschienen Monografien über Gérard Garouste, Patrick Raynaud, Bernard Moninot oder Daniele Tremblay.
Zwischen 1980 und 1990 rief Damase die Reihe „Parade“ ins Leben. Darin wollte er Einführungen in erstaunliche Themen oder Künstlerbiografien einem interessierten Publikum bekannt machen. Er thematisierte in dieser Reihe Hans Baldung, Illustrationen und Scherenschnitte in Märchenausgaben von Hans Christian Andersen, José-Maria Sert, Puschkin, Pierre Simon Fournier, die hebräische Zeichenwelt oder eine Geschichte des Messers.
Einen großen Raum in seiner verlegerischen Arbeit nimmt das Thema Typografie ein. So veröffentlichte er eine Monografie über Giambattista Bodoni, einem italienischen Typografen, über Kalligrafie oder über poetische Anwendungsformen der Typografie.

### Kurator und Galerist
Seine Kuratorentätigkeit begann nach einem Aufenthalt in England Anfang der 1960er Jahre, bei dem er sich von Lord Snowdon in die englische Pop Art einweisen ließ. Die erste Ausstellung über englische Pop Art in der Schweiz zeigte er in Genf. Ebenfalls in Genf kuratierte er 1963 eine Ausstellung über zeitgenössische Berliner Künstler, bei der auch Georg Baselitz vertreten war. Die Ausstellung wurde anschließend auch in Italien gezeigt. Zur gleichen Zeit konzipierte er eine Ausstellung über Erté, die in Paris, Mailand und London gezeigt wurde. Sehr intensiv kümmerte er sich in den letzten 15 Jahren von Sonia Delaunays Leben um ihr Werk, indem er Alben, Monografien und Editionen von Stichen und Lithografien der Künstlerin erstellte.
1968 eröffnete Damase die Galerie de Varenne in Paris. 1973 eröffnete er parallel die Galerie Jacques Damase in Brüssel, wo er seltene Arbeiten zeigte wie Werke von Robert Delaunay oder von Max Ernst und Aquarelle von Le Corbusier, Stiche von Jim Dine, Werke von Jean Cocteau oder Hans Arp oder Künstlerschmuck.

### Redakteur und Autor
1950 übertrug ihm Albert Skira die Leitung der Monatszeitschrift für Kunst und Literatur Labyrinthe. Damase gab zusätzlich einige Sondernummern der Zeitschrift heraus. Themen waren etwa Christian Bérard, Das Auge oder Die Witzzeichnung als Kunst. Vor allem wollte er aus der Zeitschrift optisch etwas Besonderes machen und arbeitete an Satzgestaltung, Raumaufteilung und Bildmagie. Die Zeitschrift hatte eine Auflage von 15.000 Exemplaren, geriet jedoch 1953 in eine finanzielle Schieflage und wurde eingestellt.
Ende der 1950er Jahre wurde Damase Artdirector der Zeitschrift Plaisir de France. Auch bei der Kunstzeitschrift Connaissance de l'Art wirkte er mit.
Zwischen 1957 und 1962 betätigte sich Damase als Autor an Monografien über Marc Chagall, Georges Braque, Louis Vivin, Pablo Picasso, Arno Breker oder auch ein Buch über Kutschen. Als Autor war Damase immer auf der Suche nach Kuriositäten und widmete sich so unterschiedlichen Themen wie Architektur, dekorative Kunst, angewandte Kunst, Kunsthandwerk, Typografie, Malerei, Bildhauerei, Grafik, Fotografie, Erwachsenen- und Kinderliteratur oder Film.

### Freundschaft mit Sonia Delaunay
Eine glühende Freundschaft bis zu ihrem Tod verband Damase mit Sonia Delaunay. 1965 besuchte er die 80-Jährige wegen eines Interviews. Er stellte mit Erstaunen fest, dass über ihr Werk noch keine Monografie existierte und begann sofort mit ihr an einem Buch über ihre Stiche zu arbeiten, das bei Heinz Berggruen in Berlin ausgestellt wurde. Auch in seiner Galerie de Varennes in Paris kuratierte Damase bald eine Ausstellung für Sonia und Robert Delaunay. 1971 gab er eine Monografie unter dem Titel Sonia Delaunay – Rhythmes et Couleurs heraus. In seinen beiden Galerien verkauft er ihre Lithografien. Damase unterstützte Sonia Delaunay bei ihrer Autobiografie Nous irons jusqu’au soleil und schrieb ein Vorwort. Aus den zahlreichen gemeinsamen Projekten ragen die beiden Bücher die Illuminations und Le coeur à gaz besonders heraus. In Brüssel erwarb er eine Druckerei, die er Imprimerie Sonia nannte. Bücher über Robert Delaunay, ein Band zum 90. Geburtstag von Sonia Delaunay und eine Monografie über Robert Delaunay wurden dort gedruckt. Am 5. Dezember 1979 starb Sonia Delaunay. Nach ihrem Tod gab Damase Noirs et Blancs heraus.

### Tod
Damase wurde bei einem Unfall in den USA schwer verletzt, wurde nach Paris gebracht und verstarb dort am 11. Juli 2014.

## Rezeption
In der Kunstverlags- und Auktionsbranche war Damase aufgrund der Originalität und der besonderen Sorgfalt, mit der er seine Bücher produzierte, bekannt. Er nahm eine sehr aktive Rolle bei der Auswahl der Texte, der Illustrationen, der Gestaltung und der Realisierung des Buches ein.
Die Zeitschrift Le Journal des arts beurteilte seine Bedeutung folgendermaßen: „Jacques Damase hat den Kunstverlag mit dem Brandeisen seiner Einzigartigkeit geprägt“.

## Ausstellungen und Auszeichnungen
Jacques Damase war einer der wenigen Verleger, dessen Bücher in großen internationalen Bibliotheken und Museen ausgestellt wurden. Zum 40-jährigen Jubiläum seiner Verlegertätigkeit organisierte das französische Außenministerium eine Ausstellung seiner Werke. Die Ausstellung wurde im Centre Pompidou eröffnet und war dann in vielen europäischen Bibliotheken zu sehen. So in Berlin, Madrid, Stockholm, Athen, Den Haag, Moskau, St. Petersburg, Bukarest und im Gutenberg-Museen in Mainz. Für jedes Land wurde ein eigener Katalog erstellt.
- 1963: In der Westberliner Staatsbibliothek werden drei Bücher Damases ausgestellt[9]
- 1979: Retrospektive der Verlagsgeschichte von Jacques Damase im Centre Pompidou. Sonia Delaunay entwarf dafür ein Plakat, Louis Aragon schrieb das Vorwort für den Katalog.[11]
- 1980: Zusammenstellung von Damases Büchern für eine Wanderausstellung. Sie wird in Prag, Kopenhagen, Den Haag, Barcelona und Madrid gezeigt.[17]
- 1991: Jacques Damase Editeur, 40 Jahre Buchkünstler und Verleger in Frankreich, u. a. Centre Pompidou, Paris und Gutenberg-Museum, Mainz

In den 1980er Jahren verlieh Jacques Chaban-Delmas Damase auf der Buchmesse von Bordeaux den Prix Odilon Redon für Schwedische Ballette als dem schönsten Buch des Jahres und für sein Gesamtwerk.

## Veröffentlichungen (Auswahl)
Als Autor
- mit Michel Leiris: Sculpture of the Tellem and the Dogon. Hanover Gallery, London 1959.
- Les Folies du Music-Hall: Histoire du Music-Hall à Paris. Edition Spectacles, Paris 1960, ISBN 978-0-600-35410-9.
- Les dessins de Kijno. Avec le concours de Henri Bénézit. Edition Pierre Tisné, Paris 1961.
- Atlan. Les miroirs du roi Salomon. Encres de chine et pastels. Tisné, Paris 1962, S. 25752822.
- Révolution typographique depuis Stéphane Mallarmé. Galerie Motte, Genf 1966, OCLC 253268987.
- L’Oeuvre gravé de James Ensor. Motte, Genf 1967, OCLC 460062982.
- Carriages. Übersetzung ins Englische von William Mitchell. Weidenfeld & Nicolson, London 1968, OCLC 558786063.
- Sonia Delaunay: Rythmes et Couleurs. Hermann, Paris 1971, OCLC 935581453.
- Sonia Delaunay. Thames and Hudson, London 1972, ISBN 978-0-500-09087-9.
- mit Lise Carrier: Sonia Delaunay: Peintures, gouaches, lithographies, livres et tapisseries. Ausstellungskatalog. Musée des beaux-arts, La Rochelle 1973, OCLC 461681145.
- Premier vestiaire pour l’histoire du costume masculin : apparat, rites et simulacres. J. Damase, Paris 1983, ISBN 978-2-904632-03-7.
- Le gant: Fanche le reste. J. Damase, Paris 1984, ISBN 978-2-904632-06-8.
- „Ein Buch ist dazu da, gesehen zu werden, bevor es gelesen wird“. Jacques Damase: 30 Jahre Verleger in Frankreich. Festschrift. Kellner, Hamburg 1985, ISBN 978-3-922035-96-1.
- Sonia Delaunay – Mode et tissus imprimés. Jacques Damase éditeur, Paris 1991, ISBN 978-2-904632-34-1.
- Histoire du couteau. Jacques Damase, Paris 1990, ISBN 978-2-904632-32-7.
- Jacques Damase: Atao. Impressions du sagittaire, Rennes 2000, ISBN 978-2-904632-99-0.

Als Verleger
- Chansons populaire de 1848. Mit einem Vorwort von Henry Poulaille, Radierungen von René Fumeron. Jacques Damase, Paris 1948.
- Jean-Paul Sartre: Nourritures. mit Illustrationen von Wols. Jacques Damase, Paris 1949, OCLC 1189637219 (französisch).
- La Saison des amours. Gedichte von Paul Éluard, Stiche von Johnny Friedlaender. 1949, OCLC 758683698.
- Anatole Jakovsky: Louis Vivin. 1951.
- Maurice Bessy, Robert Florey: Monsieur Chaplin ou le rire dans la nuit. Paris 1952.
- Victor Hugo: 3 cahier de vers francais 1815–1818 inédits. présentés par Géraud Vensac. Paris 1952.
- Robert Delaunay. Katalog der Ausstellung in der Galerie Jacques Damase, Brüssel. J. Damase, Brüssel 1973, OCLC 2375744 (französisch).
- Peter Klasen. Katalog der Ausstellung in der Galerie Jacques Damase, Brüssel, 1965. OCLC 41890295 (französisch).
- Les Illuminations. Text von Arthur Rimbaud und Bilder von Sonia Delaunay. Jacques Damase, Paris 1973.
- Les tours Eiffel de Robert Delaunay. Mit einem Vorwort von Jean Cassou. Jacques Damase, Paris / Brüssel 1974.
- Sonia Delaunay. Robes et gouaches simultanées 1925. L’Art et le corps. Rhythmes – Couleurs en mouvement. Jacques Damase, Paris 1974.
- Bernard Dorival: Robert Delaunay 1885–1941. Jacques Damase, Brüssel 1975.
- Hommage à Sonia Delaunay. Jacques Damase, Brüssel 1975.
- Tristan Tzara: Le coeur à gaz. Costumes de Sonia Delaunay. Jacques Damase, Paris 1977.
- Sonia Delaunay. Noirs et Blancs. Dessins. Vorwort von Germain Viatte. Jacques Damase, Paris 1978.
- Man Ray, Jean Cocteau, Francis Steegmüller: Le Numéro Barbette. Jacques Damase, Paris 1980, OCLC 220242591.
- Volker G. Probst: Arno Breker. 60 ans de sculpture. Jacques Damase, Paris 1981.
- Jérôme Peignot: Du ciffre. Jacques Damase, Paris 1982.
- Alphabets antropomorphes. Jacques Damase, Paris 1983.
- Anne de Margerie: J. B. Bodoni, typographe italien 1740–1813. mit einem Vorwort von Franco Maria Ricci. Jacques Damase, Paris 1983.
- Jérôme Peignot: Calligraphie. „Du trait de plume aux contre-écritures“. Jacques Damase, Paris 1983.
- André Belleguie: Le mouvement de l’éspace typographique. Années 1920–1930. Werkman, Zwart, Strzeminski, Eggeling, Schuitema, Berlewi. Jacques Damase, Paris 1984.
- Gérard-Georges Lemaire: Les mots en liberté futuristes. Jacques Damase, Paris 1986.
- Mode et Tissus Imprimés. Sonia Delaunay. Jacques Damase, Paris 1991.